# Wairepo Arm
Der Wairepo Arm ist ein See im Waitaki District der Region Canterbury auf der Südinsel von Neuseeland.

## Namensherkunft
Der Wairepo Arm wurde nach dem Wairepo Creek benannt und ist das Ergebnis von Wasserbauarbeiten. Er wurde angelegt, da dies billiger war als der Bau von Entwässerungskanälen, die einem 1000-jährigen Hochwasser standhalten sollten.

## Geographie
Der Wairepo Arm befindet sich rund 300 m südlich des östlichen Endes des Lake Ruataniwha und rund 2,7 km südlich von Twizel. Der See besitzt eine Verbindung über einen künstlichen Kanal zum Lake Ruataniwha und liegt mit 458 m mit ihm auf gleicher Höhe. Mit einer Länge von rund 1,93 km erstreckt sich der Wairepo Arm in Südsüdwest-Nordnordost-Richtung und misst an seiner breitesten Stelle rund 540 m in Nordnordwest-Südsüdost-Richtung. Der See nimmt eine Fläche von 67,5 Hektar ein und besitzt einen Seeumfang von rund 5,44 km.
Gespeist wird er Wairepo Arm neben einigen Bächen hauptsächlich vom Wairepo Creek. Seine Wässer hingegen werden zusammen mit denen des Lake Ruataniwha über den nach Ostsüdosten abgehenden Kanal und die Ohau B Power Station zur Stromgewinnung genutzt.
An der Westseite des Sees führt der New Zealand State Highway 8 entlang.